# Heloten
Heloten (altgriechisch εἵλωτες heílōtes „die Eroberten, die Gefangenen“ [Singular εἵλως heílōs oder εἱλώτης heilṓtēs]; von ἑλεῖν heléin „fassen, ergreifen, nehmen“; laut Pausanias und anderen wurde der Begriff auch von Helos, einem Ort im südlichen Eurotastal, abgeleitet) nannte man die Angehörigen einer sozialen Schicht von Menschen im Staat Lakedaimon (heute üblicherweise nach seinem Hauptort Sparta genannt), die zwar im Staat sesshaft, aber keine Bürger waren. Sie waren an die Scholle gebunden und wurden als zahlenmäßig größte Bevölkerungsgruppe der „öffentlichen Sklaven“ angesehen.

## Lakonische und messenische Heloten

Karte des antiken Messenien; im Osten grenzt Lakonien an.